# Andrés Nocioni
Andrés Marcelo Nocioni (Santa Fe, 30 de noviembre de 1979) es un exjugador de baloncesto argentino que disputó 22 temporadas como profesional. Con 2,03 metros de altura, jugaba mayormente en la posición de alero.
Fue una de las piezas claves de La Generación Dorada, con la que ganó la medalla de oro en los Juegos Olímpicos de Atenas 2004, el FIBA Diamond Ball 2008, los Campeonatos FIBA Américas de 2001 y de 2011 y el Campeonato Sudamericano de Baloncesto de 2001; la medalla de plata del Campeonato Mundial de Baloncesto del 2002, del Campeonato FIBA Américas de 2003 y el Campeonato FIBA Américas de 2015; además la medalla de bronce tanto del FIBA Diamond Ball 2004 como la de los Juegos Olímpicos de Pekín 2008, así también del Campeonato FIBA Américas de 1999.
Desde 2021, se desempeña como analista y comentarista deportivo durante las transmisiones de NBA para la cadena de televisión ESPN en América Latina.

## Trayectoria como jugador

### Argentina
Nocioni nació en la ciudad de Santa Fe, pero creció en la ciudad de Gálvez. Allí se formó como baloncestista en la cantera del Ceci BBC, donde también jugaba su hermano Pablo Nocioni (quien luego se convertiría en jugador profesional de baloncesto). Durante su niñez Nocioni además practicó natación competitiva.
Debutó con el equipo mayor del Ceci BBC en la Liga Santafesina de Básquetbol en 1994. Al año siguiente pasó a Unión de Santo Tomé, un club de la misma categoría semi-profesional. En agosto de 1995 fue reclutado por el entrenador León Najnudel para sumarse como ficha juvenil a Racing Club. El 29 de octubre de 1995 hizo su debut en la Liga Nacional de Básquet en un partido en el que los bonaerenses enfrentaron a Olimpia de Venado Tuerto. En su primera temporada en la máxima categoría del baloncesto profesional argentino jugó 31 partidos, promediando 6 puntos y 1.5 rebotes por encuentro.
A mediados de 1996 fue transferido a Olimpia de Venado Tuerto, que venía de consagrarse campeón del torneo local y había conquistado la primera edición de la Liga Sudamericana de Clubes. El rendimiento del alero fue similar al que había logrado en su anterior club, pero su equipo estuvo lejos de repetir sus victorias anteriores. 
Considerado uno de los jugadores con mayor proyección del país, en 1997 se incorporó a Independiente de General Pico, donde jugaría las siguientes dos temporadas. En el club pampeano se ganaría la titularidad y cerraría su último año allí promediando 12 puntos y 4.4 rebotes por partido en 60 presentaciones.   

### ACB
El director deportivo del Tau, Alfredo Salazar, lo fichó para el equipo de Vitoria. En su primera temporada solo jugó 8 encuentros en la Liga ACB. Al concluir el certamen, fue cedido al Basket Manresa, equipo que militaba en la segunda división por aquella época. Tras una temporada allí, Nocioni retornó al Tau donde se convertiría en el jugador franquicia del club, con el que ganó dos veces la Copa del Rey y la primera Liga del club vitoriano. En la temporada 2003-2004 fue proclamado MVP de la Liga ACB.

### NBA
En su primera temporada en la NBA (2004-05) con los Chicago Bulls, promedió 23.4 minutos, 8.4 puntos y 4.8 rebotes por partido. En su segunda temporada sus números fueron de 27.3 minutos, 13 puntos y 6 rebotes, teniendo una notable mejora en los últimos dos meses que permitió clasificar a los Chicago Bulls a la postemporada, ganando los Bulls 10 de sus últimos 12 encuentros para terminar la fase regular con un récord de 41-41. En esos 12 partidos, Nocioni promedió 19.1 puntos y 10.4 rebotes.
Su desempeño en la parte final de la temporada lo hizo acreedor del premio al mejor jugador de la temporada por parte de la franquicia.
El 19 de febrero de 2009, Chicago Bulls traspasó a Nocioni, Drew Gooden, Michael Ruffin y Cedric Simmons a Sacramento Kings por John Salmons y Brad Miller.
El 17 de junio de 2010 fue traspasado a Philadelphia 76ers junto con Spencer Hawes a cambio de Samuel Dalembert.
Durante el cierre patronal de la NBA en 2011, Nocioni optó por regresar a su país y fichar con Peñarol de Mar del Plata. Con ese equipo jugó y ganó el Súper 8, y pudo también disputar 2 partidos de la temporada regular de la LNB. 
Volvió en enero de 2012 a los Estados Unidos para reincorporarse a los 76ers. Sin embargo, tras la llegada al equipo de Sam Young procedente de los Memphis Grizzlies, el 17 de marzo fue cortado por la franquicia de Pensilvania.

### Vuelta a la ACB
En marzo de 2012, a sus 32 años, el alero argentino exjugador de los 76ers vuelve a la Liga Endesa, regresando al Caja Laboral Baskonia para ponerse a las órdenes de Duško Ivanović.
El 25 de julio de 2014 se oficializa su fichaje por el Real Madrid.
El 17 de mayo de 2015 gana la Euroliga con Real Madrid  y fue nombrado MVP de la final.

## Selección nacional
Debutó en la Selección de básquetbol de Argentina el 14 de junio de 1999 jugando contra Perú en el Campeonato Sudamericano de Bahía Blanca.
Ha jugado con selecciones nacionales en los siguientes torneos: Campeonato Sudamericano de Cadetes de 1995, Campeonato Sudamericano de Mayores de 1999 y 2001, Preolímpicos de 1999, 2003, 2011 y 2015, Juegos Panamericanos de 1999, Premundial de 2001, Campeonatos Mundiales de Indianápolis 2002, Japón 2006 y España 2014. Juegos Olímpicos de Atenas 2004, Beijing 2008, Londres 2012 y Río 2016. FIBA Diamond Ball 2004 y 2008.
En el Preolímpico de 1999, y con solo 19 años, realizó una de sus jugadas más recordadas: una gran volcada ante Kevin Garnett y Tim Duncan, que levantó de sus asientos a todo el público, incluyendo a los suplentes estadounidenses. Según declaró el mismo Garnett, segundos después le dijo a Nocioni que si lo volvía a hacer "le rompía la muñeca" (Andrés aún no entendía inglés y recién lo supo en el vestuario).
Los títulos internacionales oficiales que ha logrado con la selección son: campeón Sudamericano de Cadetes en 1995, campeón Sudamericano de mayores en 2001, medalla de oro en los Campeonatos FIBA Américas de 2001 y de 2011, la medalla de plata en el Campeonato Mundial de 2002, medalla de oro en los Juegos Olímpicos de Atenas 2004, medalla de bronce en el FIBA Diamond Ball 2004, medalla de oro en el FIBA Diamond Ball 2008 y medalla de bronce en los Juegos Olímpicos de Pekín 2008.
En 2011, formó parte de la Selección nacional que ganó el Campeonato FIBA Américas realizado en la ciudad de Mar del Plata, Argentina.
En 2012, obtuvo el cuarto puesto en los Juegos Olímpicos de Londres.
En 2014, fue parte del plantel que disputó del Campeonato Mundial realizado en España.
En 2015, fue parte del equipo que compitió en el Campeonato FIBA Américas disputado en la Ciudad de México, obteniendo la clasificación a los Juegos Olímpicos de 2016 y el segundo puesto en este torneo.
Nocioni fue una vez más uno de los pilares del equipo argentino en los juegos Olímpicos de Río de Janeiro 2016: en el juego ante Brasil que marcó la clasificación a cuartos de final, el Chapu anotó 37 puntos, siendo la figura del cotejo que le diera a Argentina la clasificación. Finalmente el equipo albiceleste quedó eliminado por los Estados Unidos en los cuartos de final. Ese juego, marcó el retiro definitivo de Nocioni de la selección argentina.

## Estadísticas

### Estadísticas de su carrera en la NBA

#### Temporada regular
| Año     | Equipo       | PJ  | PT  | MPP  | %TC  | %3P  | %TL  | RPP | APP | ROB | TPP | PPP  |
| ------- | ------------ | --- | --- | ---- | ---- | ---- | ---- | --- | --- | --- | --- | ---- |
| 2004–05 | Chicago      | 81  | 38  | 23.4 | .401 | .258 | .766 | 4.8 | 1.5 | .5  | .4  | 8.4  |
| 2005–06 | Chicago      | 82  | 43  | 27.3 | .461 | .391 | .843 | 6.1 | 1.4 | .5  | .6  | 13.0 |
| 2006–07 | Chicago      | 53  | 31  | 26.5 | .467 | .383 | .848 | 5.7 | 1.1 | .5  | .4  | 14.1 |
| 2007–08 | Chicago      | 82  | 27  | 24.6 | .432 | .364 | .807 | 4.2 | 1.2 | .3  | .5  | 13.2 |
| 2008–09 | Chicago      | 53  | 2   | 24.1 | .414 | .378 | .806 | 4.2 | 1.1 | .5  | .3  | 10.4 |
| 2008–09 | Sacramento   | 23  | 16  | 31.0 | .448 | .441 | .763 | 6.0 | 1.8 | .6  | .7  | 13.7 |
| 2009–10 | Sacramento   | 78  | 28  | 19.7 | .399 | .386 | .717 | 3.0 | 1.0 | .4  | .4  | 8.5  |
| 2010–11 | Philadelphia | 54  | 17  | 17.2 | .426 | .356 | .803 | 3.1 | .8  | .3  | .3  | 6.1  |
| 2011–12 | Philadelphia | 11  | 1   | 5.1  | .250 | .167 | .545 | 1.3 | .1  | .1  | .1  | 1.5  |
| Total   | Total        | 514 | 203 | 23.4 | .431 | .373 | .799 | 4.5 | 1.2 | .4  | .4  | 10.5 |

#### Playoffs
| Año     | Equipo       | PJ | PT | MPP  | %TC  | %3P  | %TL  | RPP | APP | ROB | TPP | PPP  |
| ------- | ------------ | -- | -- | ---- | ---- | ---- | ---- | --- | --- | --- | --- | ---- |
| 2004–05 | Chicago      | 6  | 6  | 33.7 | .403 | .353 | .739 | 8.2 | 2.3 | .2  | 1.0 | 12.8 |
| 2005–06 | Chicago      | 6  | 6  | 38.3 | .560 | .476 | .857 | 8.8 | 1.5 | .8  | .3  | 22.3 |
| 2006–07 | Chicago      | 10 | 0  | 19.7 | .360 | .333 | .722 | 3.5 | .8  | .2  | .5  | 8.8  |
| 2010–11 | Philadelphia | 1  | 0  | 10.0 | .000 | .000 | .000 | 2.0 | .0  | .0  | .0  | .0   |
| Total   | Total        | 23 | 12 | 27.7 | .438 | .367 | .789 | 6.0 | 1.3 | .4  | .6  | 13.0 |

### Estadísticas en la ACB
| Año        | Equipo                 | PJ | PT   | MPP | %TC | %3P | %TL | RPP | APP | ROB | TPP | PPP  |
| ---------- | ---------------------- | -- | ---- | --- | --- | --- | --- | --- | --- | --- | --- | ---- |
| 2001-02 LR | Laboral Kutxa Baskonia | 33 | 23.2 | 57  | 34  | 74  | 5.3 | 1.1 | 0.8 | 0.7 | 0.3 | 12.0 |
| 2001-02 PO | Laboral Kutxa Baskonia | 11 | 21.0 | 60  | 47  | 80  | 5.2 | 1.6 | 1.0 | 1.0 | 0.4 | 10.7 |
| 2002-03 LR | Laboral Kutxa Baskonia | 34 | 30.4 | 51  | 36  | 77  | 6.8 | 1.8 | 1.5 | 0.8 | 1.0 | 17.3 |
| 2002-03 PO | Laboral Kutxa Baskonia | 5  | 22.4 | 50  | 43  | 79  | 5.4 | 0.6 | 1.2 | 0.8 | 0.0 | 11.8 |
| 2003-04 LR | Laboral Kutxa Baskonia | 29 | 30.3 | 51  | 39  | 72  | 7.9 | 1.5 | 1.8 | 0.9 | 0.7 | 16.0 |
| 2003-04 PO | Laboral Kutxa Baskonia | 8  | 29.5 | 46  | 36  | 68  | 5.3 | 1.0 | 2.5 | 0.8 | 0.6 | 14.0 |
| 2011-12 LR | Laboral Kutxa Baskonia | 8  | 21.7 | 55  | 48  | 78  | 4.3 | 0.6 | 0.6 | 0.6 | 0.5 | 11.1 |
| 2011-12 PO | Laboral Kutxa Baskonia | 4  | 14.7 | 40  | 44  | 100 | 1.7 | 0.0 | 0.5 | 0.2 | 0.0 | 6.7  |
| 2012-13 LR | Laboral Kutxa Baskonia | 33 | 24.4 | 55  | 47  | 78  | 4.8 | 0.9 | 0.9 | 0.7 | 0.4 | 13.6 |
| 2012-13 PO | Laboral Kutxa Baskonia | 3  | 27.0 | 53  | 33  | 80  | 6.3 | 0.6 | 0.3 | 1.3 | 0.6 | 6.7  |
| 2013-14 LR | Laboral Kutxa Baskonia | 30 | 25.4 | 52  | 48  | 81  | 4.6 | 0.4 | 1.4 | 0.5 | 0.7 | 14.6 |
| 2013-14 PO | Laboral Kutxa Baskonia | 2  | 31.0 | 45  | 44  | 67  | 6.0 | 0.5 | 0.5 | 0.5 | 1.0 | 13.0 |
| 2014-15 LR | Real Madrid            | 31 | 17.9 | 50  | 47  | 83  | 3.5 | 0.5 | 0.7 | 0.3 | 0.3 | 8.0  |
| 2014-15 PO | Real Madrid            | 9  | 18.5 | 56  | 58  | 90  | 4.5 | 1.1 | 0.3 | 0.4 | 0.3 | 9.0  |
| 2015-16 LR | Real Madrid            | 25 | 15.0 | 49  | 52  | 85  | 2.4 | 0.1 | 0.4 | 0.2 | 0.3 | 7.8  |
| 2015-16 PO | Real Madrid            | 11 | 14.0 | 43  | 40  | 79  | 2.9 | 0   | 0.1 | 0.5 | 0.3 | 5.9  |
| 2016-17 LR | Real Madrid            | 26 | 11.6 | 42  | 42  | 80  | 2.4 | 0.3 | 0   | 0.1 | 0.2 | 6.2  |
| 2016-17 PO | Real Madrid            | 8  | 14.0 | 56  | 38  | 80  | 3   | 0.3 | 0.4 | 0.1 | 0.5 | 7.4  |

### En selección nacional
| Equipo    | Torneo               | PJ | Pts | Min | Dobles | Dobles | Triples | Triples | Libres | Libres | Rebotes | Rebotes | As |
| Equipo    | Torneo               | PJ | Pts | Min | C      | L      | C       | L       | C      | L      | Def     | Of      | As |
| --------- | -------------------- | -- | --- | --- | ------ | ------ | ------- | ------- | ------ | ------ | ------- | ------- | -- |
| Argentina | Sudamericano 1999    | 6  | 51  | 88  | 16     | 21     | 2       | 7       | 13     | 19     | 13      | 13      | 5  |
| Argentina | Preolímpico 1999     | 10 | 80  | 117 | 26     | 51     | 1       | 4       | 25     | 43     | 34      | 34      | 3  |
| Argentina | Panamericanos 1999   | 4  | 40  | 72  | 12     | 25     | 2       | 7       | 10     | 13     | 24      | 24      | 4  |
| Argentina | Sudamericano 2001    | 9  | 119 | 199 | 31     | 55     | 8       | 13      | 33     | 45     | 66      | 66      | 13 |
| Argentina | Premundial 2001      | 10 | 76  | 144 | 16     | 34     | 4       | 14      | 32     | 42     | 30      | 30      | 5  |
| Argentina | Mundial 2002         | 9  | 115 | 183 | 33     | 50     | 7       | 26      | 28     | 36     | 43      | 43      | 10 |
| Argentina | Preolímpico 2003     | 10 | 124 | 244 | 28     | 59     | 16      | 31      | 20     | 30     | 45      | 45      | 20 |
| Argentina | Diamnd Ball 2004     | 3  |     |     |        |        |         |         |        |        |         |         |    |
| Argentina | JJ. OO. Atenas 2004  | 8  | 80  | 193 | 20     | 38     | 7       | 21      | 19     | 24     | 30      | 30      | 6  |
| Argentina | Mundial 2006         | 9  | 207 | 121 | 26     | 46     | 16      | 39      | 21     | 25     | 47      | 47      | 7  |
| Argentina | Diamnd Ball 2008     | 3  |     |     |        |        |         |         |        |        |         |         |    |
| Argentina | JJ. OO. Pekín 2008   | 8  | 101 | 230 | 23     | 42     | 12      | 30      | 19     | 24     | 50      | 50      | 7  |
| Argentina | Preolímpico 2011     | 7  | 85  | 159 | 17     | 31     | 13      | 26      | 12     | 19     | 41      | 41      | 7  |
| Argentina | JJ. OO. Londres 2012 | 8  | 83  | 208 | 19     | 36     | 12      | 28      | 9      | 13     | 33      | 33      | 11 |
| Argentina | Mundial 2014         | 6  | 53  | 157 | 12     | 28     | 6       | 26      | 11     | 15     | 30      | 30      | 5  |
| Argentina | Preolímpico 2015     | 10 | 167 | 307 | 34     | 71     | 20      | 62      | 39     | 50     | 78      | 12      | 11 |
| Argentina | JJ. OO. Brasil 2016  | 6  | 90  | 190 | 15     | 42     | 14      | 31      | 18     | 19     | 32      | 4       | 15 |

## Logros y reconocimientos

### Clubes
Baskonia
- Liga ACB (1): 2002.
- Copa del Rey de España (2): 2002, 2004.

Real Madrid
- Copa Intercontinental (1): 2015.
- Euroliga (1): 2015.
- Liga ACB (2): 2015, 2016.
- Copa del Rey (3): 2015, 2016, 2017.
- Supercopa de España (1): 2014.

Peñarol de Mar del Plata
- Torneo Súper 8 (1): 2011[21][22][23]

### Selección nacional
- Medalla de oro en el Campeonato Sudamericano de Baloncesto de 2001
- Medalla de oro en el Campeonato FIBA Américas de 2001
- Medalla de plata en el Mundial 2002
- Medalla de bronce en el FIBA Diamond Ball 2004.
- Medalla de oro en los Juegos Olímpicos de Atenas 2004
- Medalla de oro en el FIBA Diamond Ball 2008.
- Medalla de bronce en los Juegos Olímpicos de Pekín 2008
- Medalla de oro en el Campeonato FIBA Américas de 2011

### Individual
- Mejor Sexto Hombre de la LNB en 1998/99.
- Elegido en el segundo quinteto de la Euroliga: 2003 y 2004.
- MVP de la ACB: 2004.
- Quinteto Ideal de la ACB: 2004 y 2013.
- Premio Konex: 2010 y 2020.
- MVP de la Final Four de la Euroliga: 2015.